# باول تومسون (أمين فني)
باول تومسون (بالإنجليزية: Paul Warwick Thompson) هو أمين فني بريطاني، ولد في 9 أغسطس 1959.